# 比卡內爾
比卡內爾（Bikaner）是印度的城市，由拉賈斯坦邦負責管轄，位於該國西北部，距離首府齋浦爾330公里，是拉賈斯坦邦的第四大城市。面積270平方公里，海拔高度242米，每年平均降雨量325毫米，2008年人口723,982。1928年完工的恆河運河和於1987年完工的英迪拉甘地運河促進了其發展，被評為印度前二十大最適合移居的城市。

## 拉克西米·尼瓦斯宮
拉克西米淳宮是由大王甘加·辛格，比卡內爾前國家的統治者建造的。它是由英國建築師塞繆爾·斯溫頓·雅各布（Samuel Swinton Jacob）於1902年設計的。它現在是比卡內爾王室所擁有的豪華酒店。

## 卡尼瑪塔神廟
拉賈斯坦邦的卡爾尼·馬塔（Karni Mata）寺距比卡內爾市約30公里，致力於紀念卡尼·馬塔（Karni Mata），被認為是杜爾加女神的化身。卡爾尼·馬塔（Karni Mata）神廟位於比卡內（Bikaner）以南30公里處通往焦特布爾（Dedhpur）的Deshnoke鎮。卡尼·馬塔（Karni Mata）被視為杜爾加女神的化身。

## 畫廊

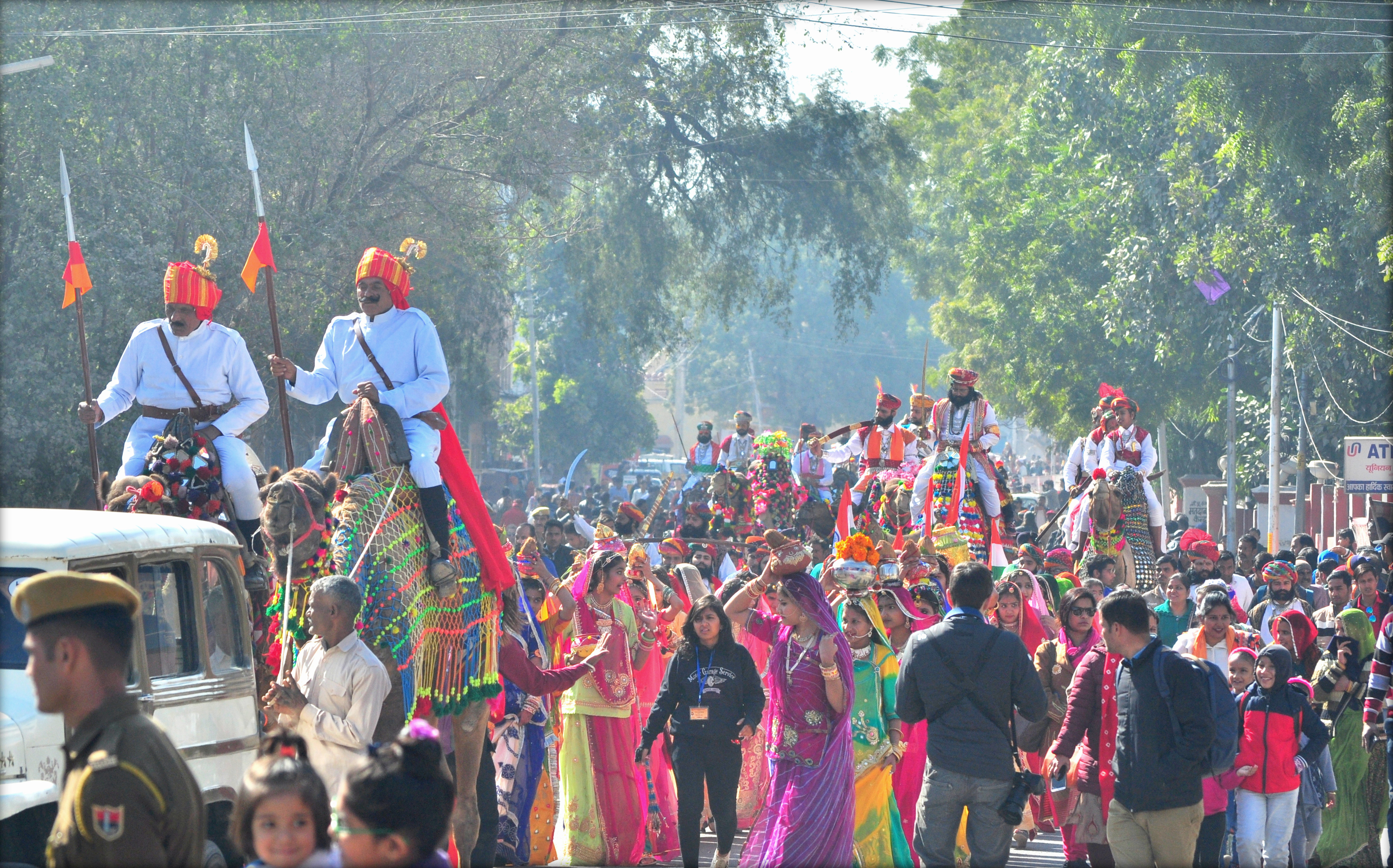
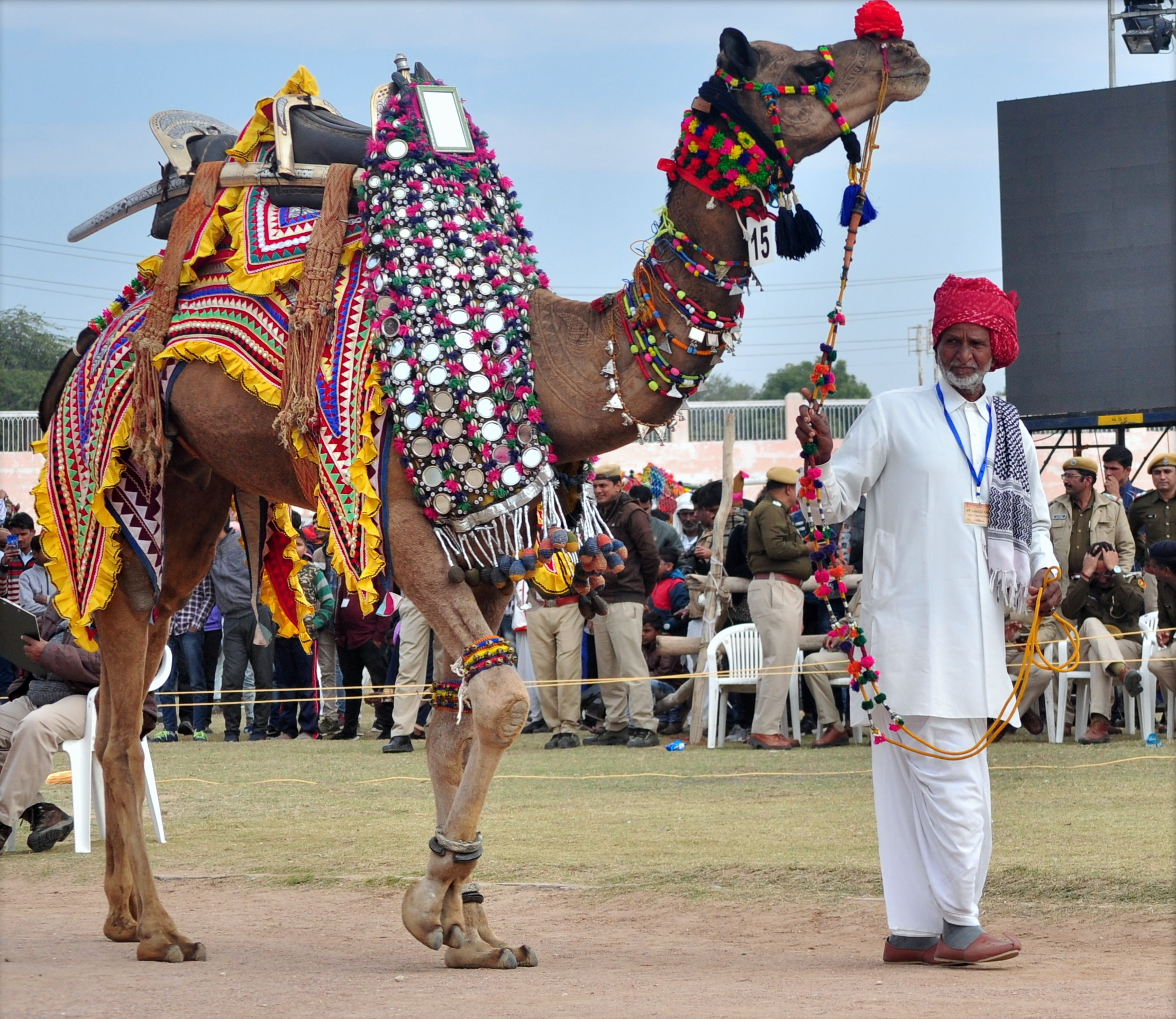
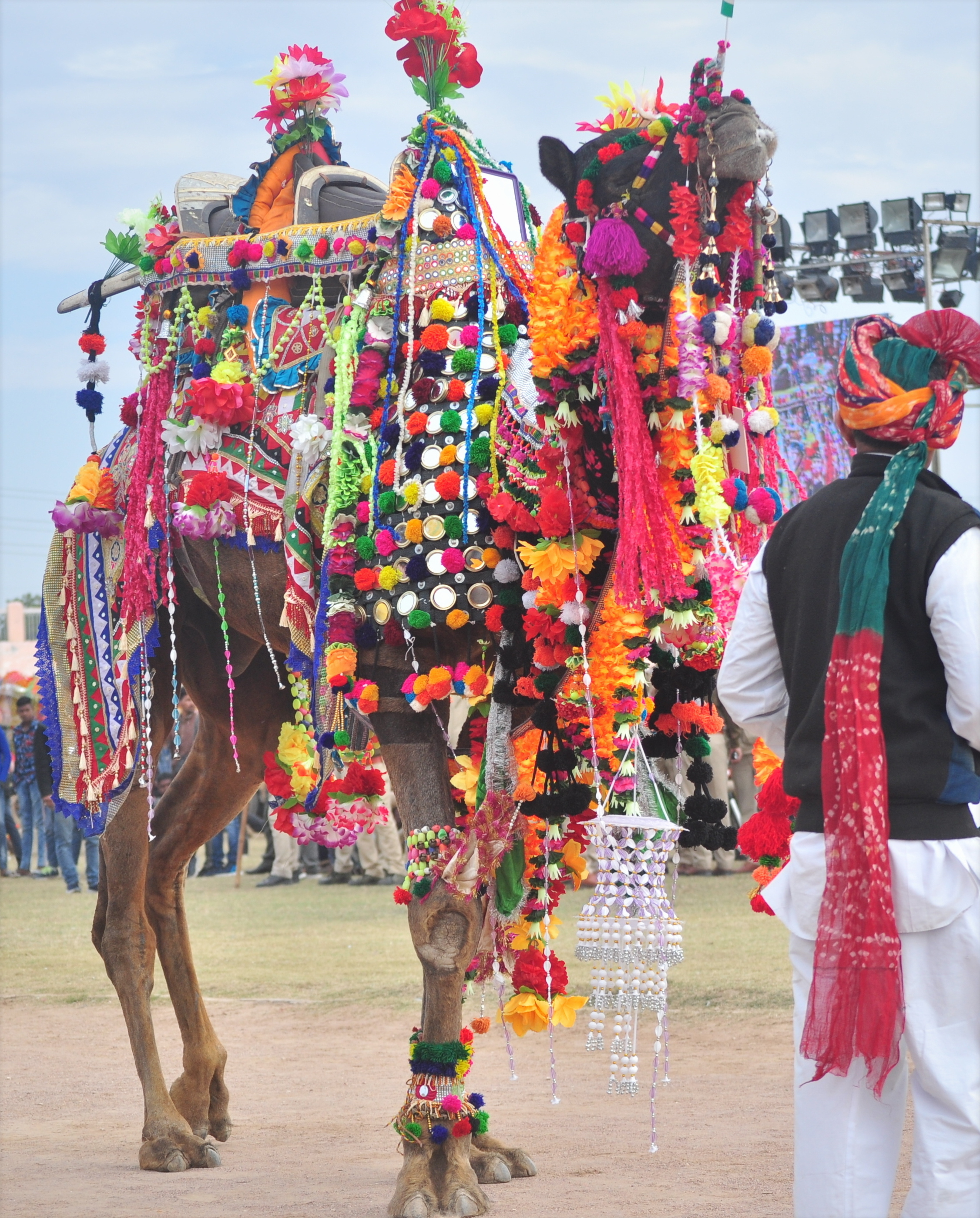
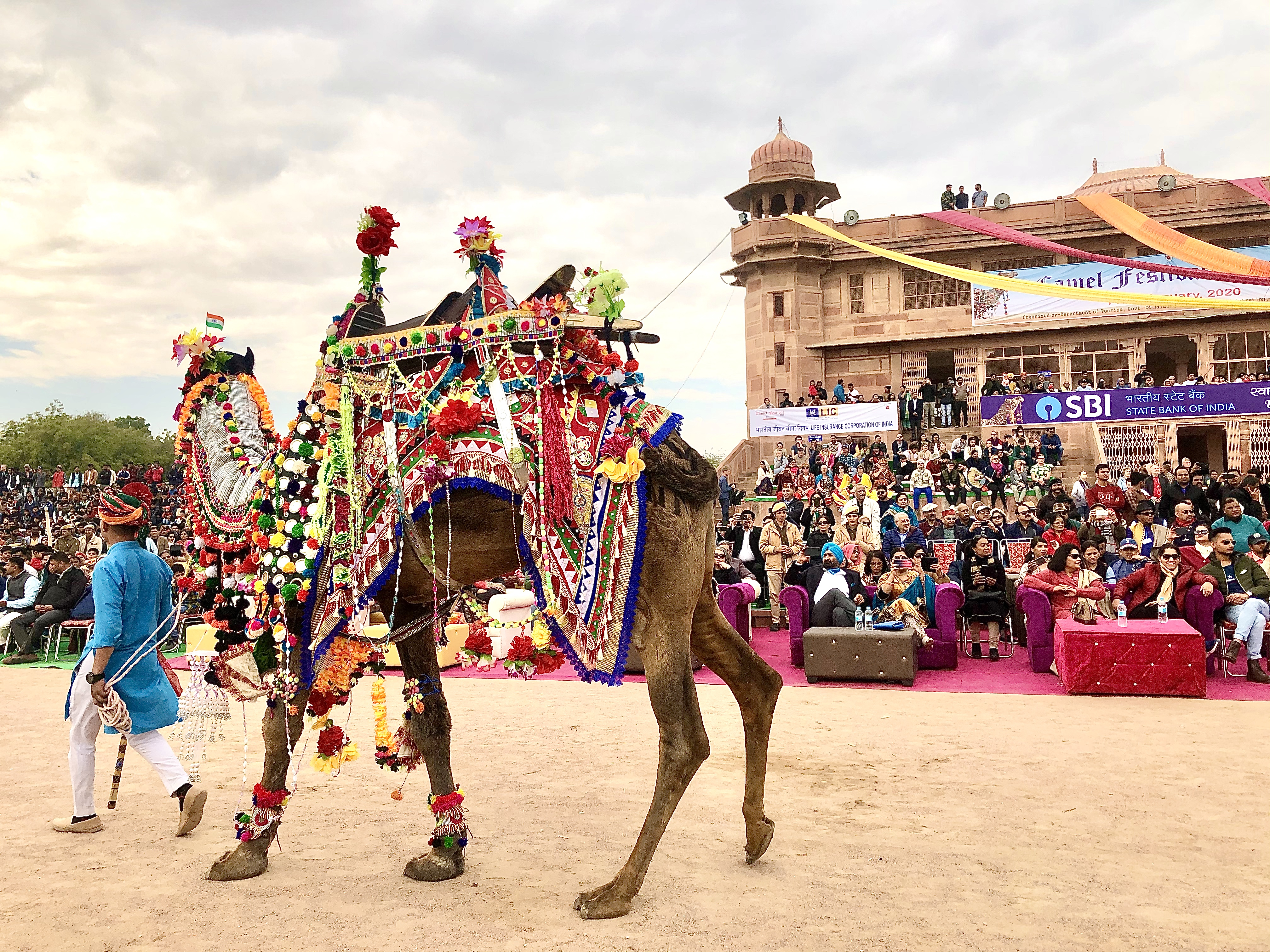
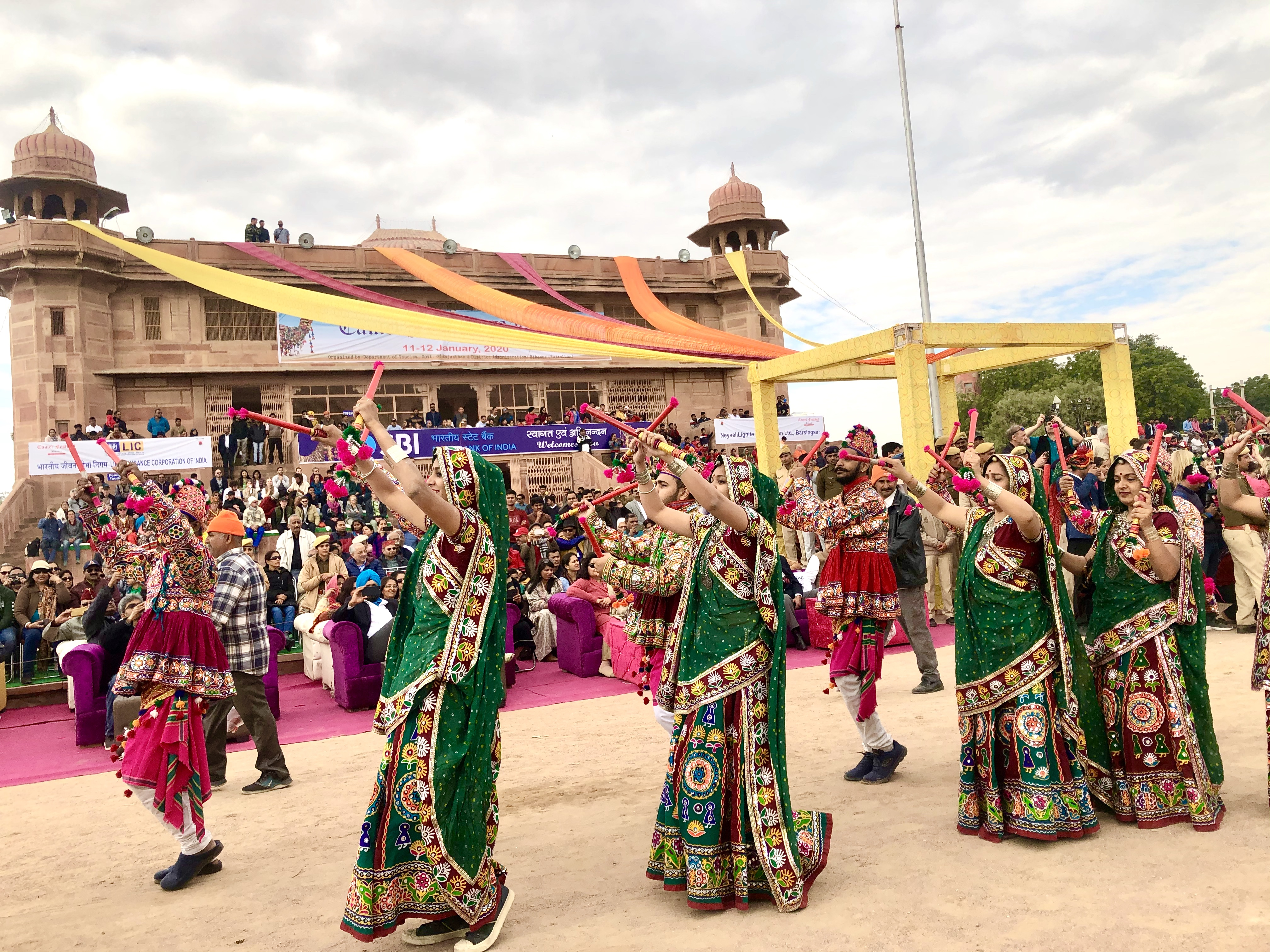
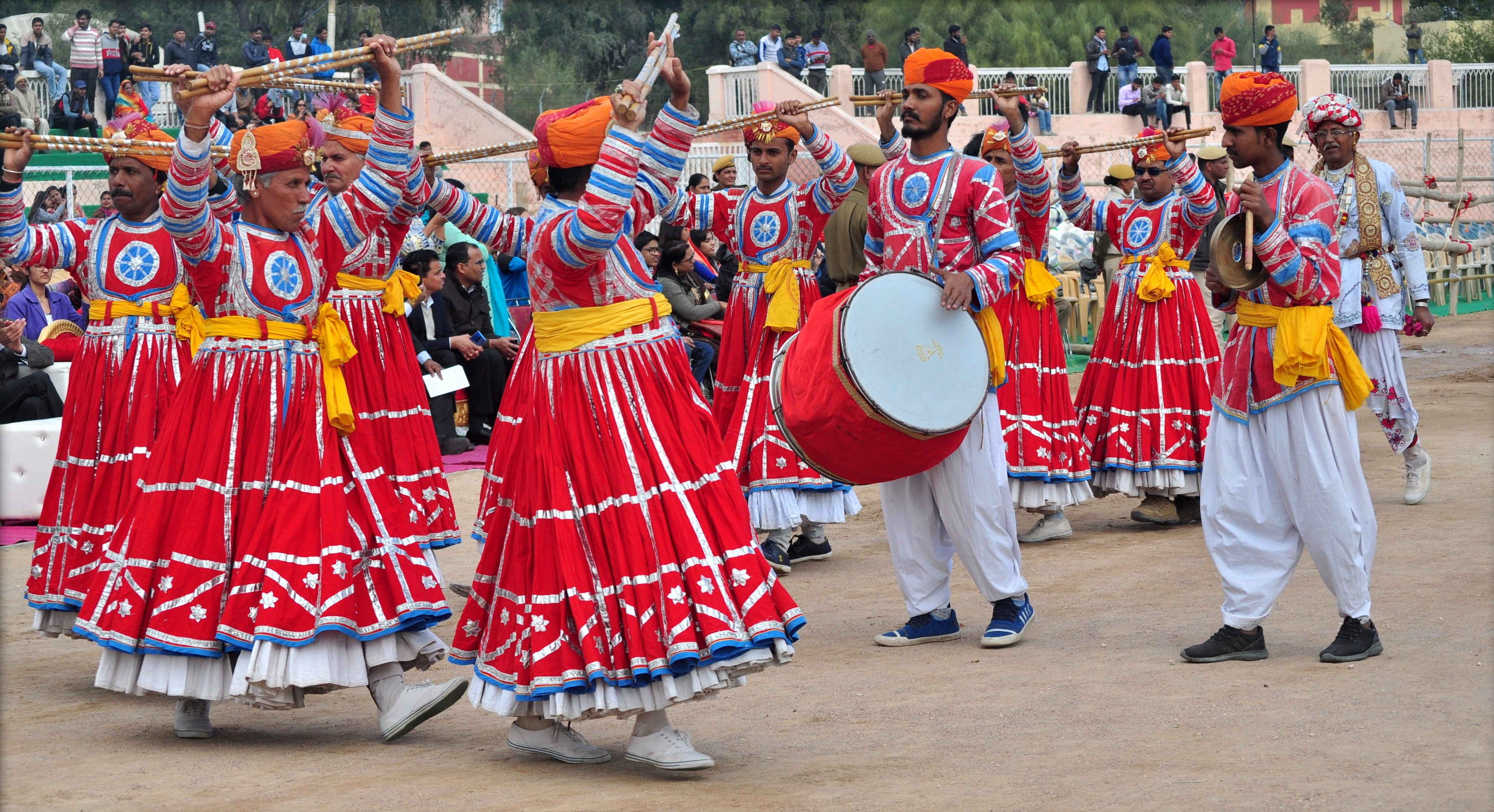

## 外部連結
- District Government Site